# Prix Carbet de la Caraïbe et du Tout-Monde
Le Prix Carbet de la Caraïbe et du Tout-Monde (ou Prix Carbet des Caraïbes et Tout-Monde) est un prix annuel décerné à la meilleure œuvre littéraire en français ou en créole français des Caraïbes et des Amériques. 

## Historique
Le Prix Carbet de la Caraïbe et du Tout-Monde a été fondé à l'initiative de la revue Carbet en 1990. Il vise à promouvoir l'écriture créole et à contribuer à une meilleure compréhension des processus de créolisation. Il récompense les œuvres illustrant l'unité et la diversité des cultures des Caraïbes et des Amériques. Il est décerné chaque année en décembre. À partir de 2013, il est doté de 5000 €. 
Entre 1994 et 2006, le prix a été administré par Gérard Delver et l'Association Tout-Monde de Guadeloupe. Depuis 2007, il est administré par l'Institut du Tout-Monde.

## Règlement
Les œuvres de n'importe quel genre sont acceptables pour concourir pour le prix. Ils doivent être publiés entre le 1er octobre de l'année précédente et le 30 septembre de l'année d'attribution. Ils doivent être rédigés en français ou en créole, ou traduits dans ces langues. La date limite de soumission est le premier octobre de l'année d'attribution.
Le jury se réunit à huis clos en décembre et l'annonce du prix est faite le même mois.

## Jury
De sa création à 2011, le prix a été géré par Edouard Glissant, qui a sélectionné et présidé le jury. En 2011, Patrick Chamoiseau a été élu président du prix.
De 1989 à 2009, Maximilien Laroche était l'un des membres du jury.
Depuis 2013, le jury est composé de :
- Ernest Pépin (Guadeloupe), président du jury
- Patrick Chamoiseau (Martinique)
- Rodolphe Alexandre (Guyane française)
- Michael Dash (Trinidad)
- Samia Kassab-Charfi (Tunisie)
- Diva Damato Barbaro (Brésil)
- Miguel Duplan (Martinique)
- Lise Gauvin (Québec)
- Nancy Morejon (Cuba)
- Romuald Fonkoua (Paris)
- Évelyne Trouillot (Haïti)

## Controverse
En 2009, Edouard Glissant et le comité des prix ont annoncé qu'ils attribueraient le prix non pas à un livre ou à une œuvre d'un auteur, mais plutôt à «une vie de travail, éventuellement à l'œuvre de l'esprit», et l'ont remis à un fonctionnaire anticolonial, Alain Plenel. La décision a soulevé des questions sur l'aptitude d'un politicien à un prix littéraire.

## Liste des lauréats
| Année | Auteur(e)s                                       | Œuvre                                                          | Anglais                                       | Réf.(s) |
| ----- | ------------------------------------------------ | -------------------------------------------------------------- | --------------------------------------------- | ------- |
| 1990  | Patrick Chamoiseau                               | Antan d'Enfance                                                | Childhood (trans. Carol Volk)                 | [ 2 ]   |
| 1991  | Dany Laferrière                                  | L'odeur du café                                                | An Aroma of Coffee (trans. David Homel)       |         |
| 1992  | Daniel Boukman                                   | Pawol bwa sèk                                                  |                                               | [ 3 ]   |
| 1993  | Gisele Pineau                                    | La Grande Drive des esprits                                    | The Drifting of Spirits (trans. Michael Dash) | [ 4 ]   |
| 1994  | Raphaël Confiant                                 | L'allée des Soupirs                                            |                                               | [ 5 ]   |
| 1995  | Émile Ollivier                                   | Les Urnes Scellées                                             |                                               | [ 6 ]   |
| 1996  | Félix Morisseau-Leroy                            | Pour l'ensemble de son oeuvre                                  |                                               | ,       |
| 1997  | Maryse Condé                                     | Desirada                                                       | Desirada (trans. Richard Philcox)             | [ 9 ]   |
| 1998  | René Depestre                                    | Pour l'ensemble de son oeuvre                                  |                                               |         |
| 1999  | Edwidge Danticat                                 | La récolte douce des larmes (trans. Jacques Chabert)           | The Farming of Bones                          |         |
| 2000  | Jacqueline Picard                                | O fugitif                                                      |                                               |         |
| 2001  | Serge Patient                                    | Pour l'ensemble de son oeuvre                                  |                                               | [ 10 ]  |
| 2002  | Frankétienne                                     | H'éros-chimères                                                |                                               | [ 11 ]  |
| 2003  | Monchoachi                                       | Pour l'ensemble de son oeuvre                                  |                                               |         |
| 2004  | Jamaica Kincaid                                  | Mr. Potter (trans. Juan Castillo Plaza)                        | Mr. Potter                                    |         |
| 2005  | Henri Corbin                                     | Sinon l'enfance                                                |                                               |         |
| 2006  | Georges Castera                                  | Le trou de souffleur and L'Encre est ma demeure                |                                               | [ 12 ]  |
| 2007  | Miguel Duplan                                    | L'Acier                                                        |                                               |         |
| 2008  | Simone Schwarz-Bart , André Schwarz-Bart         | Pour l'ensemble de son oeuvre                                  |                                               | [ 13 ]  |
| 2009  | Alain Plenel                                     | For anti-colonialism and humanism                              |                                               | [ 14 ]  |
| 2010  | Évelyne Trouillot                                | La mémoire aux Abois                                           |                                               | [ 15 ]  |
| 2011  | Leonardo Padura                                  | L'homme qui aimait les chiens (trans. René Solis, Elena Zayas) | The Man Who Loved Dogs (trans. Anna Kushner)  | [ 16 ]  |
| 2012  | Karla Suárez                                     | La Havane, année zéro (trans. François Gaudry)                 |                                               | [ 17 ]  |
| 2013  | Lyonel Trouillot                                 | Parabole du failli                                             |                                               |         |
| 2014  | Fabienne Kanor                                   | Faire l'aventure                                               |                                               | [ 18 ]  |
| 2015  | Gerty Dambury                                    | Le Rêve de William Alexander Brown                             |                                               | [ 19 ]  |
| 2016  | Anthony Phelps                                   | Pour l'ensemble de son oeuvre                                  |                                               | [ 20 ]  |
| 2017  | Kei Miller                                       | By the rivers of Babylon                                       |                                               | [ 21 ]  |
| 2018  | Estelle-Sarah Bulle                              | Là où les chiens aboient par la queue                          |                                               | [ 22 ]  |
| 2019  | -                                                |                                                                |                                               |         |
| 2020  | Élie Stephenson, Yanick Lahens, Alfred Alexandre | pour l'ensemble de leur œuvre                                  |                                               | [ 23 ]  |
| 2021  | Loran Kristian (d)                               | Les mots de silence                                            |                                               | [ 24 ]  |
| 2022  | -                                                |                                                                |                                               |         |
| 2023  | Carlos Manuel Álvarez                            | Tomber                                                         |                                               | [ 25 ]  |